# Unabhängige Arbeiter-Partei
Die Unabhängige Arbeiter-Partei (Deutsche Sozialisten) (Kurzbezeichnung: UAP) war eine deutsche rechtsextreme Kleinpartei.

## Inhaltliches Profil
Die UAP – nicht zu verwechseln mit der linkssozialistischen, von 1950 bis 1952 bestehenden Unabhängigen Arbeiterpartei Deutschlands (UAPD) – verstand sich selbst als „nationalistische und sozialistische Arbeiterpartei“ und wird in der politischen Wissenschaft allgemein als eine Partei des „Neuen Nationalismus“ angesehen. Sie kritisierte die übrigen Rechtsaußenparteien als „national-kapitalistisch“ und berief sich in ihrer Programmatik auf die Brüder Gregor und Otto Strasser. Die UAP sah die SPD als CDU-Kopie an und fühlte sich dabei durch die Hartz-Gesetze bestätigt. Sie behauptete von sich selbst, die einzig legitime Organisation in der Tradition von Ferdinand Lassalle und Kurt Schumacher zu sein, die sie als „nationale Sozialrevolutionäre“ ansah.

## Geschichte und Struktur
Die Partei wurde am 21. Januar 1962 in Essen als Abspaltung von der Deutsch-Sozialen Union (DSU) Otto Strassers unter dem Arnsberger DSU-Bezirksvorsitzenden Erhard Kliese gegründet. 1967 wurde die Blaue Adler-Jugend (BAJ) als Jugendorganisation der UAP gegründet. Auf ihrem Höhepunkt in den 1970er Jahren hatte die BAJ etwa 100 Mitglieder.
Während die UAP sich zunächst konsequent von den übrigen rechtsextremen Parteien absonderte, erkannte sie Ende der 1960er Jahre das Scheitern dieser Strategie und versuchte Kontakte insbesondere zu national-revolutionären Gruppen zu knüpfen. Dies war auch die einzige Zeit, in der es der UAP gelang, sich signifikant über Nordrhein-Westfalen hinaus auszudehnen. 1968 spaltete sich in Baden-Württemberg die Sozial-Liberale Deutsche Partei (SLP) unter Martin Pape ab, die sich 1978 in Freiheitliche Deutsche Arbeiterpartei (FAP) umbenannte und 1995 verboten wurde.
Die UAP gab ab dem 1. Februar 1962 die Ruhr-Arbeiter-Zeitung (RAZ), nach 1966 als Reichs-Arbeiter-Zeitung, heraus. Als Organ der BAJ fungierte die Zeitschrift barricade, die auch als Bestandteil der RAZ erschien. Nach einem Nachruf in der barricade auf den Publizisten und ehemaligen SS-Mann Arthur Ehrhardt zu dessen Tod 1971 kam es zu einem Proteststurm innerhalb der Leserschaft und zu einem Bruch mit der Redaktion der barricade.
In den 1970er Jahren versuchte die UAP den linken Flügel der NPD von dieser abzuspalten und dessen Mitglieder zu einem Parteiübertritt zu bewegen, was aber weitgehend misslang. 1973 wurde eine Kooperation mit der FSU und der EFP angestrebt, die aber über gelegentliche Treffen der Parteiführungen nicht hinauskam. 1975 gründete die UAP gemeinsam mit der Vereinigung Deutsche Nationalversammlung, der EFP, der Bayerischen Staatspartei, der Solidaristischen Volksbewegung und weiteren kleinen Organisationen die „Arbeitsgemeinschaft Demokratische Neuordnung (AGDN)“, die sich aus links-nationalistischer Sicht für Umweltschutz und gegen Kernkraft einsetzte. Ein nicht geringer Teil von deren Mitgliedern beteiligte sich später an der Gründung der Grünen und wanderte später meist zur ödp weiter. 1978 löste sich die AGDN wieder auf.
Spätestens ab Anfang der 1980er Jahre war die UAP nur noch eine Kleinstgruppe, die nur durch einen sehr kleinen und gleichbleibenden Personenkreis vertreten wurde. Innerhalb der Partei trat zunehmend die Traditionspflege in den Vordergrund. Hierzu existierte eine UAP Traditionsgemeinschaft (UTG), vormals „Interessengemeinschaft: Orden – Ehrenzeichen – Wanderpreis“, welche die Aufgabe hatte, Mitgliedern, die sich in der Parteiarbeit verdient gemacht hatten, oder Jubilaren (ab 10 Jahren Mitgliedschaft) eine Anerkennung in Form von Urkunden und kleinen Präsenten zukommen zu lassen. Weiterhin existierte zur sozialen Integration der verbliebenen Mitglieder die UAP-Unterstützungskasse (USK), die sich aus einem 10-%-Anteil der Mitgliedsbeiträge speiste und ab zehn Jahren Mitgliedschaft in Anspruch genommen werden konnte. Zudem wurde im Todesfall eines Mitglieds ein Sterbegeld aus der USK an diejenigen Hinterbliebenen ausgezahlt, die die Beerdigung organisierten.
Nach dem Mauerfall führten einzelne UAP-Mitglieder Flugblattverteilaktionen auf einer Montagsdemonstration in Leipzig durch. Anfang der 1990er Jahre folgten Gespräche zur Parteienfusion sowie Wahlabsprachen mit den Kleinstparteien Die Deutschen (DD) / Die Bürger sowie der 1988 gegründeten Freiheitlich-Sozialistischen Deutschen Volkspartei (FSDVP). Der damalige UAP-Vorsitzende Erhard Kliese war zeitweise auch Bundesvorsitzender der 1986 gegründeten Die Deutschen und Mitglied der Kölner REP-Abspaltung Die Bürger, die 1991 zu Die Deutschen / Die Bürger fusionierten.
1997 nahm die UAP auf Einladung der in diesem Jahr gegründeten Partei Ab jetzt … Bündnis für Deutschland (Deutschland) an einem Arbeitstreffen zu Bündnisbestrebungen rechter Gruppierungen teil. Geplant war die Schaffung einer Wahlpartei unter Einschluss aller nationaler Parteien für die anstehende Bundestagswahl 1998. Unter den Teilnehmern befanden sich neben Vertretern der UAP Vertreter der Deutschen Sozialen Union (DSU), der Deutschen Volksunion (DVU), der Berliner Kulturgemeinschaft Preußen, des Bunds für Gesamtdeutschland sowie das ehemalige UAP-Mitglied Martin Pape für „Ab jetzt … Bündnis für Deutschland“. Im Zuge des Treffens wurden aber schnell unterschiedliche Auffassungen zur Zusammenarbeit mit weiteren Gruppen des rechten Lagers und zur programmatischen Ausrichtung des Bündnisses deutlich. So war unter anderem für Martin Pape eine anvisierte Zusammenarbeit mit dem Bund Freier Bürger (BFB) oder weiteren nationalliberalen Kreisen um Heiner Kappel nicht vorstellbar. In der neuen Partei, die ein soziales Profil hätte haben sollen, sollten aus seiner Sicht „besitzbürgerliche“ Kräfte keinen Platz haben. 2001 erfolgte ein erneutes Treffen von „Ab jetzt … Bündnis für Deutschland“ und UAP. Allerdings blieb auch dieses Treffen ohne nennenswertes Resultat.
Die UAP kämpfte wiederholt um ihren Parteienstatus und trat zuletzt als eingetragener Verein (e.V) auf. Aufgrund des anhaltenden Mitgliederschwunds löste sie sich am 1. November 2014 auf.

## Wahlergebnisse
Die UAP nahm mehrfach an Bundestagswahlen teil, wobei sie bei der Bundestagswahl 1969 mit 5.309 Stimmen und 0,0 Prozent ihr bestes Ergebnis erzielte. Seit ihrer Gründung beteiligte sie sich regelmäßig an den Landtagswahlen in Nordrhein-Westfalen, erreichte jedoch stets weniger als 0,1 Prozent der Stimmen. Zuletzt trat sie bei der Landtagswahl in Nordrhein-Westfalen 2010 mit nur noch einem Direktkandidaten an und erreichte 108 Stimmen (0,0 Prozent).

## Parteichefs
Vorsitzende des Zentralbüros
- 1962: Wolfgang Hülsmann
- 1962–1963: Horst Bosbach
- 1963–1968: Erhard Kliese
- 1968–1969: Erich Kaufmann
- 1969–1995: Erhard Kliese
- 1995–2014: Ulrich Villmow

## Personen
- Wolfgang Strauß, UAP-Mitglied und Theoretiker der Neuen Rechten